# いとうけいすけ
いとう けいすけは、日本の作曲家。東京都出身。株式会社ノイジークローク所属。

## 作品

### ゲーム（作曲）
- 忍道戒シリーズ
  - 忍道 戒（2005年）
  - 忍道 匠（2006年）
  - 忍道 焔（2006年）
- ウォーシップガンナー2 鋼鉄の咆哮（2006年）
- シャイニングフォースイクサ（2007年）
- 武装錬金 ようこそパピヨンパークへ（2007年）
- ポケモン不思議のダンジョンシリーズ
  - ポケモン不思議のダンジョン 時の探検隊・闇の探検隊（2007年）
  - ポケモン不思議のダンジョン 空の探検隊（2009年）
  - ポケモン不思議のダンジョン マグナゲートと∞迷宮(2012年)
  - ポケモン超不思議のダンジョン（2015年）
- 龍が如くシリーズ
  - 龍が如く 見参!（2008年）
  - 龍が如く3（2009年）
- 銃声とダイヤモンド（2009年）
- サウザンドメモリーズ（2013年 - 2019年）
- ららマジ（2017年 - 2020年）
- ブラッドステインド:リチュアル・オブ・ザ・ナイト（2019年）
- AI: ソムニウム ファイルシリーズ
  - AI: ソムニウム ファイル（2019年）
  - AI: ソムニウム ファイル ニルヴァーナ イニシアチブ（2022年）
  - 伊達鍵は眠らない - From AI:ソムニウムファイル（2025年）
- 風来のシレンシリーズ
  - 不思議のダンジョン 風来のシレン6 とぐろ島探検録（2024年）

### サウンドトラック
- 忍道戒 戦乱序曲（2005年）
- 龍が如く見参! オリジナルサウンドトラック（2008年）
- 銃声とダイヤモンド オリジナルサウンドトラック（2009年）
- サウザンドメモリーズ オリジナルサウンドトラック Vol.1 - 10（2015年 - 2019年、一部楽曲を除く）
- ららマジ オリジナルサウンドトラック（2018年）